# Amelia Requena
Amelia Requena Criado (Madrid, 22 de marzo de 1936-Santiago de Chile, 16 de mayo de 2013) fue una actriz de teatro y televisión chilena, egresada de la Escuela de Teatro de la Universidad de Chile. Una mujer de gran temperamento, mucha fuerza expresiva y dueña de un amplio registro actoral.

## Biografía
Fue la segunda hija de una familia compuesta por su padres doña Manuela y don Andrés, y su dos hermanos Andrés el mayor y Miguel el menor. Nació en Madrid, España, y vivió parte de su infancia entre Madrid y Lyon, Francia, donde estudió y descubrió su amor al teatro.  Su padre luchó en la guerra civil española y en la Segunda Guerra Mundial, como maquis (resistencia francesa). En 1953 reciben del gobierno chileno una carta informando que les otorgaban asilo, así como a muchos otros refugiados españoles. Siendo aún una niña, debió trabajar y estudiar.  Ingresó a la Escuela de Teatro de la Universidad de Chile, siguiendo el sueño de su vida, ser actriz.  En 1966 durante el gobierno de don Eduardo Frei Montalva, adopta la nacionalidad chilena, conservando la española.
En sus inicios, su labor en el teatro chileno lo desarrolló principalmente en compañías de comedia del teatro profesional (jamás fue llamada por los teatros universitarios) y de allí saltó a la televisión, donde actuó preferentemente en las telenovelas de Arturo Moya Grau y otros ciclos televisivos, como los especiales de sainetes chilenos, en Canal 13 de la Universidad Católica de Chile. A partir del año 1966 fue un importante rostro de las fotonovelas, participando en las revistas Cine Amor, Foto Suspenso, Foto Apasionada (donde compartió créditos con Pepe Guixé en Casa de Muñecas, de Ibsen) y Foto Romance.
Luego participa en las primeras telenovelas de la televisión chilena, tal como La chica del bastón, El padre gallo (en ambas versiones 1971 y 1978), El rosario de plata, Martín Rivas, La amortajada, J.J. Juez, Sol tardío y La señora, entre otras. Tuvo algunas intervenciones en cine, como La casa en que vivimos (1970) y El benefactor (1973).
En teatro, actuó en las compañías de Silvia Piñeiro, Lucho Córdoba y de Américo Vargas, entre otros elencos. En 1971, durante el gobierno de la Unidad Popular, recorrió Chile integrando el Tren Popular de la Cultura junto a destacados artistas de diferentes disciplinas e intelectuales de izquierda; asimismo, hizo innumerables giras de norte a sur del país, actuando en la compañía de comedias de Arturo Moya Grau; sin embargo, por aquella época, este tipo de teatro popular era considerado, por los propios colegas, «teatro menor» al igual que las telenovelas.
En un período muy hostil para el teatro chileno, luego del Golpe de Estado de 1973, integró el elenco de la comedia ¿Y qué haremos durante el toque?, junto a Héctor Lillo y Lila Mayo, en la sala Petit Rex. Luego, en 1974, ingresó a la compañía de zarzuelas de Faustino García, en el teatro Carlos Cariola, elenco con el que actuó en La viuda alegre y en La del soto del parral. En 1976, fue convocada por el Teatro Imagen, dirigido por Gustavo Meza, reemplazando a Malú Gatica en el personaje de "María Esther", en la obra de Luis Rivano Te llamabas Rosicler. Bajo la dirección de Fernando González, personificó a Blanche Dubois en Un tranvía llamado deseo con la compañía de teatro Le Signe en 1979, también en reemplazo de Malú Gatica.
Durante la Dictadura militar (Chile), integró el elenco de comedias de José Vilar, en el antiguo Canal 9 (luego Canal 11), en el programa Teatro como en el teatro, y luego en Televisión Nacional de Chile en el espacio Teatro y en el teatro y El nuevo teatro de José Vilar, convirtiéndose en una de las actrices más respetadas y queridas del público chileno, por lo que era frecuente su presencia como invitada en los estelares de aquel tiempo. Durante este mismo periodo, hizo destacadas intervenciones para los clips de humor de Sábados gigantes, junto a Yoya Martínez y Walter Kliche. 
A mediados de los años 1980, fue total e injustamente marginada de los elencos de la televisión chilena,sin causa conocida pues políticamente nunca tuvo postura pública, posteriormente vivió de una exigua pensión otorgada por el primer gobierno de la Concertación, de manos del presidente Eduardo Frei Ruiz Tagle. Su retorno a la televisión fue con Santiago City, en 1997, pero la telenovela fue retirada de emisión a los pocos días debido a su baja audiencia.

## Fallecimiento
En marzo de 2013, ya retirada de la televisión, sufrió un accidente en su hogar que la tuvo inicialmente internada con graves quemaduras en el Hospital Doctor Luis Tisné, siendo luego trasladada al Hospital de Asistencia Pública, a la sección quemados. Su atención de salud fue cubierta por el Plan Auge Su lucha contra las graves lesiones se desarrolló por casi dos meses.
El 16 de mayo de 2013, sus familiares comunicaron su fallecimiento. A sus funerales solamente asistieron familiares, amigos de la familia, representantes de Sidarte y el actor Fernando Farías, sin embargo en el cortejo recibió el homenaje de las pergoleras, quienes lanzaron pétalos de flores a la carroza fúnebre, mientras los vehículos tocaron sus bocinas. 
Fue sepultada en el Mausoleo de los Actores que se encuentra en el Cementerio General de Santiago, con el siguiente epitafio; "Dios le dio el don de la actuación, para que su alma fuera escuchada".

## Filmografía

### Cine
- La casa en que vivimos (1970)
- El benefactor (1973)

### Telenovelas
| Teleseries | Teleseries                           | Teleseries          | Teleseries |
| Año        | Teleserie                            | Papel               | Canal      |
| ---------- | ------------------------------------ | ------------------- | ---------- |
| 1967       | Amalia                               | Florencia           | Canal 13   |
| 1968       | El socio                             | Azucena             | Canal 13   |
| 1969       | La chica del bastón                  | Ángela              | Canal 13   |
| 1969       | El rosario de plata                  | Susana              | Canal 13   |
| 1970       | Martín Rivas                         | Edelmira Molina     | TVN        |
| 1970       | Cuarteto para instrumentos de muerte |                     | TVN        |
| 1970       | El padre Gallo                       |                     | TVN        |
| 1971       | La amortajada                        | Alicia              | TVN        |
| 1975       | María José                           | Nadia               | Canal 13   |
| 1975       | La otra Soledad                      | Soledad Guerra      | Canal 13   |
| 1975       | J.J. Juez                            | Julia Jiménez       | Canal 13   |
| 1976       | Sol tardío                           | Eva                 | TVN        |
| 1977       | Padre Gallo                          | Aurora              | Canal 13   |
| 1982       | La señora                            | Elisa               | Canal 13   |
| 1982       | Bienvenido hermano Andes             | Mercedes Villarroel | Canal 13   |
| 1983       | Las herederas                        | Susana              | Canal 13   |
| 1997       | Santiago city                        | Rosario Betancourt  | Mega       |

#### Otros programas
- Teatro como en el teatro (Canal 9)
- Teatro y en el teatro (TVN)
- El nuevo teatro de José Vilar (TVN)
- Sábados gigantes
- Juntos se pasa mejor